# Висока (Зеленогурський повіт)
Висока (пол. Wysoka) — село в Польщі, у гміні Новогруд-Бобжанський Зеленогурського повіту Любуського воєводства.
Населення — 133 особи (2011).
У 1975-1998 роках село належало до Зеленогурського воєводства.

## Демографія
Демографічна структура станом на 31 березня 2011 року:
|          | Загалом | Допрацездатний вік | Працездатний вік | Постпрацездатний вік |
| -------- | ------- | ------------------ | ---------------- | -------------------- |
| Чоловіки | 64      | 19                 | 43               | 2                    |
| Жінки    | 69      | 14                 | 43               | 12                   |
| Разом    | 133     | 33                 | 86               | 14                   |